# Tillandsia grao-mogolensis
Tillandsia grao-mogolensis es una especie de planta epífita dentro del género  Tillandsia, perteneciente a la  familia de las bromeliáceas.  Es originaria de Brasil.

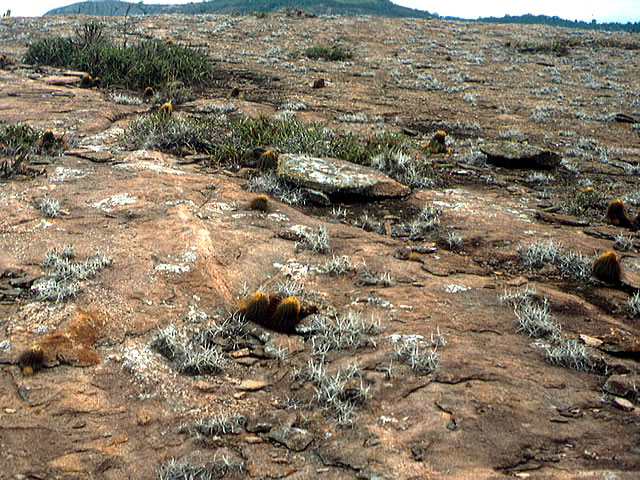
En su hábitat

## Taxonomía
Tillandsia grao-mogulensis fue descrita por Alvaro Astolpho da Silveira  y publicado en Floralia montium 2: 26, t. 11–1. 1931.
Etimología
Tillandsia: nombre genérico que fue nombrado por Carlos Linneo en 1738 en honor al médico y botánico finlandés Dr. Elias Tillandz (originalmente Tillander) (1640-1693).
grao-mogolensis: epíteto  geográfico que alude a su localización en Grão Mogol de Brasil
Sinonimia
- Tillandsia kurt-horstii Rauh	[2][3]